# Landkern
Landkern település Németországban, Rajna-vidék-Pfalz tartományban. Lakosainak száma 934 fő (2023. december 31.).

## Népesség
A település népességének változása:
| Lakosok száma | 684  | 919  | 912  | 949  | 950  | 934  |
|               | 1975 | 2017 | 2019 | 2021 | 2022 | 2023 |